# Burgos (Pangasinan)
Burgos è una municipalità di quarta classe delle Filippine, situata nella Provincia di Pangasinan, nella regione di Ilocos.
Burgos è formata da 14 baranggay:
- Anapao (Bur Anapac)
- Cacayasen
- Concordia
- Don Matias
- Ilio-ilio (Iliw-iliw)
- Papallasen
- Poblacion
- Pogoruac
- San Miguel
- San Pascual
- San Vicente
- Sapa Grande
- Sapa Pequeña
- Tambacan